# Baptria hiroobi
Baptria hiroobi là một loài bướm đêm trong họ Geometridae.